# Taeniophyllum rhodantherum
Taeniophyllum rhodantherum är en orkidéart som beskrevs av Rudolf Schlechter. Taeniophyllum rhodantherum ingår i släktet Taeniophyllum och familjen orkidéer. Inga underarter finns listade i Catalogue of Life.